# 구동우
구동우(丘東宇, 1966년 12월 27일 ~ )는 전 KBO 리그 OB 베어스의 투수이자, 현 동의과학대학교 야구부의 코치이다.

## 선수 시절

### OB 베어스시절
1989년에 지명됐다. 1990년 외에는 눈에 띄는 활약을 하지 못했고 1995년 보류 선수 명단에서 제외되며 1994년 시즌 후 은퇴했다. 당시 감독이었던 이재우의 정식 감독 첫 해인 1991년 초반에 잠깐 1위를 했으나 중반에 11연패, 장호연의 연봉 재계약 문제 및 부상 등으로 투수진이 원활하게 돌아가지 못했다. 이에 이재우는 그를 선발-중간-마무리 가리지 않고 투입시켰으나 최하위로 쳐졌다. 이로 인해 이재우는 1991년 7월에 사퇴했다. 당시 팀은 한오종, 윤석환, 이진 등의 공백 때문에 쓸만한 좌투수가 그 밖에 없었다

## 야구선수 은퇴 후
2011년부터 NC 다이노스의 투수코치로 활동하다가 2012년부터 2014년까지 D팀(재활군) 재활코치로 활동했다. 2014년 시즌 후 롯데 자이언츠로 팀을 옮겼다.

## 출신 학교
- 대전대동초등학교
- 충남중학교
- 북일고등학교
- 동아대학교

## 통산 기록
| 년도 | 팀    | 방어율 | 경기 | 완투 | 완봉 | 승 | 패 | 세이브 | 홀드 | 승률  | 상대타자 | 이닝    | 피안타 | 피홈런 | 사사구 | 탈삼진 | 실점 | 자책점 |
| ---- | ----- | ------ | ---- | ---- | ---- | -- | -- | ------ | ---- | ----- | -------- | ------- | ------ | ------ | ------ | ------ | ---- | ------ |
| 1989 | OB    | 2.48   | 34   | 2    | 0    | 4  | 3  | 5      | 0    | 0.571 | 428      | 105 1/3 | 91     | 7      | 35     | 46     | 31   | 29     |
| 1990 | OB    | 3.43   | 36   | 7    | 2    | 9  | 9  | 2      | 0    | 0.500 | 647      | 155     | 158    | 9      | 57     | 56     | 64   | 59     |
| 1991 | OB    | 5.92   | 29   | 1    | 0    | 3  | 9  | 3      | 0    | 0.250 | 405      | 89 2/3  | 107    | 13     | 41     | 32     | 64   | 59     |
| 1992 | OB    | 5.77   | 26   | 0    | 0    | 0  | 7  | 0      | 0    | 0.000 | 238      | 53      | 43     | 7      | 44     | 31     | 34   | 34     |
| 1993 | OB    | 5.23   | 18   | 0    | 0    | 1  | 2  | 0      | 0    | 0.333 | 141      | 32 2/3  | 35     | 2      | 10     | 14     | 21   | 19     |
| 1994 | OB    | 8.10   | 3    | 0    | 0    | 0  | 0  | 0      | 0    | 0.000 | 16       | 3 1/3   | 7      | 0      | 0      | 3      | 4    | 3      |
| 통산 | 6시즌 | 4.16   | 146  | 10   | 2    | 17 | 30 | 10     | 0    | 0.362 | 1875     | 439     | 441    | 38     | 187    | 182    | 218  | 203    |